# Graafschap Barcelona
Het graafschap Barcelona was een belangrijke bestuurlijke eenheid en omvatte tussen de 9de en de 10de eeuw een groot deel van het huidige Catalonië.

## Ontstaan
Het graafschap dateert uit de 8ste eeuw. Om de invloed van de Moren een halt toe te roepen stichtten de Karolingen graafschappen aan de grens van hun rijk in het noorden van het huidige Spanje en in het zuiden van het huidige Frankrijk. Vooral na de verovering van Girona in 785 nam de macht van de Franken in deze regio toe. In 801 werd Barcelona bezet door Lodewijk de Vrome en bij de Spaanse Mark van het Frankische rijk ingelijfd.
Barcelona en de omliggende regio werden zo een Frankisch graafschap. De eerste graaf van Barcelona was de Goot Berà (801-820)
De politiek van Berà was erop gericht de vrede met de Moren te bewaren. Door tegenstanders werd dit uitgelegd als verraad. Naar het Visigotisch recht werd hij verplicht te duelleren. Berà verloor en werd verbannen en vervangen. Het graafschap kwam in 844 onder de heerschap van Sunifried I van Urgell. De macht van de Frankische koning verzwakte en het graafschap werd langzamerhand onafhankelijk. Dit werd versterkt doordat families het erfrecht van het graafschap opeisten. Bovendien werden graafschappen samengevoegd zodat ze groter en machtiger werden.
Wilfred de Harige, zoon van Sunifried was de laatste graaf die door de Frankische koning werd benoemd. Hij slaagde erin enkele graafschappen te verenigen. Hoewel zijn nalatenschap verdeeld moest worden tussen zijn kinderen, bleef het hart, gevormd door de graafschappen Barcelona, Girona en Osana, een eenheid. Door sommige historici, zoals Ramon Martí wordt echter beweerd dat Girona aanvankelijk onder de heerschappij van de zonen van Wilfred bleef en dat het Huis Empúries het graafschap Barcelona regeerde tot het jaar 903.

## Een onafhankelijk graafschap

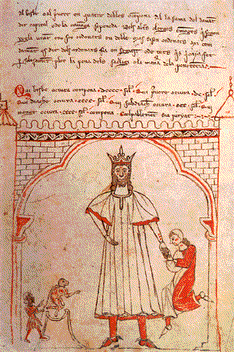
Raymond Berengarius I, fragment uit de codex Usatges de Barcelona uit de 14de eeuw, te vinden in de bibliotheek van het Escorial in Madrid.

In de 10de eeuw wisten de graven van Barcelona hun politieke macht uit te breiden en zich steeds meer aan de Frankische invloed te onttrekken. In 985 werd Barcelona geregeerd door graaf Borell II. De Moren, onder leiding van Almanzor, vielen de stad aan. Borrell trok zich terug in de bergen van Montserrat, waar hij de hulp van de Frankische koning afwachtte. Deze hulp bleef echter uit en dit deed de verhouding tussen de Franken en het graafschap geen goed. 988 was het einde van de Karolingische dynastie en deze werd opgevolgd door het Huis Capet. Van Borrell II werd verwacht dat hij een eed van trouw aflegde. Borrell deed dit niet en dit werd gezien als de de facto onafhankelijkheidsverklaring van het graafschap Barcelona. De onafhankelijkheid werd de jure vastgelegd in het verdrag van Corbeil in 1258.
Het graafschap bleef groeien. Andere graafschappen werden geannexeerd ook dankzij de veroveringen op de Moren. Raymond Berengarius III van Barcelona trouwde met Dulcia van Provence, waardoor een deel van dat graafschap aan Barcelona toeviel. Door deze samenvoeging ontstond een gebied dat vrijwel overeenkomt met het huidige Catalonië.

## De kroon van Aragón
Het huwelijk van Ramon Berenguer IV van Barcelona en Petronila van Aragón zorgde ervoor dat er een nieuwe dynastie ontstond. Deze Raymond was graaf van Barcelona en prins van Aragón tot aan zijn dood. Zijn zoon Alfons II was de eerste koning van Aragón en tegelijkertijd graaf van Barcelona. Een titel die vervolgens steeds toeviel aan de erfgenamen van de kroon van Aragón.
De verschillende gebieden die samen het koninkrijk vormden behielden wel een zekere onafhankelijkheid. Ze handhaafden gebruiken, hun eigen munt en soms eigen onafhankelijke bestuurseenheden. Gedurende de 13de en de 14de eeuw werd het graafschap geregeerd door de koningen van Aragón. Door het Compromis van Caspe kreeg het Huis Trastámara de titel van graaf van Barcelona. Na de eenwording van Castilië en Aragón in 1469 viel het graafschap toe aan het Spaanse koningshuis.

## Het einde van het graafschap
Het graafschap behield een autonome status tot 1714, na de Spaanse Successieoorlog. Vanaf dat moment is het graafschap geen autonome politieke eenheid meer. De nieuwe politieke eenheid van Catalonië werd pas officieel in 1932, daarna opnieuw vastgelegd in autonome statuten in 1979 en 2006.